# Terrine (gerecht)

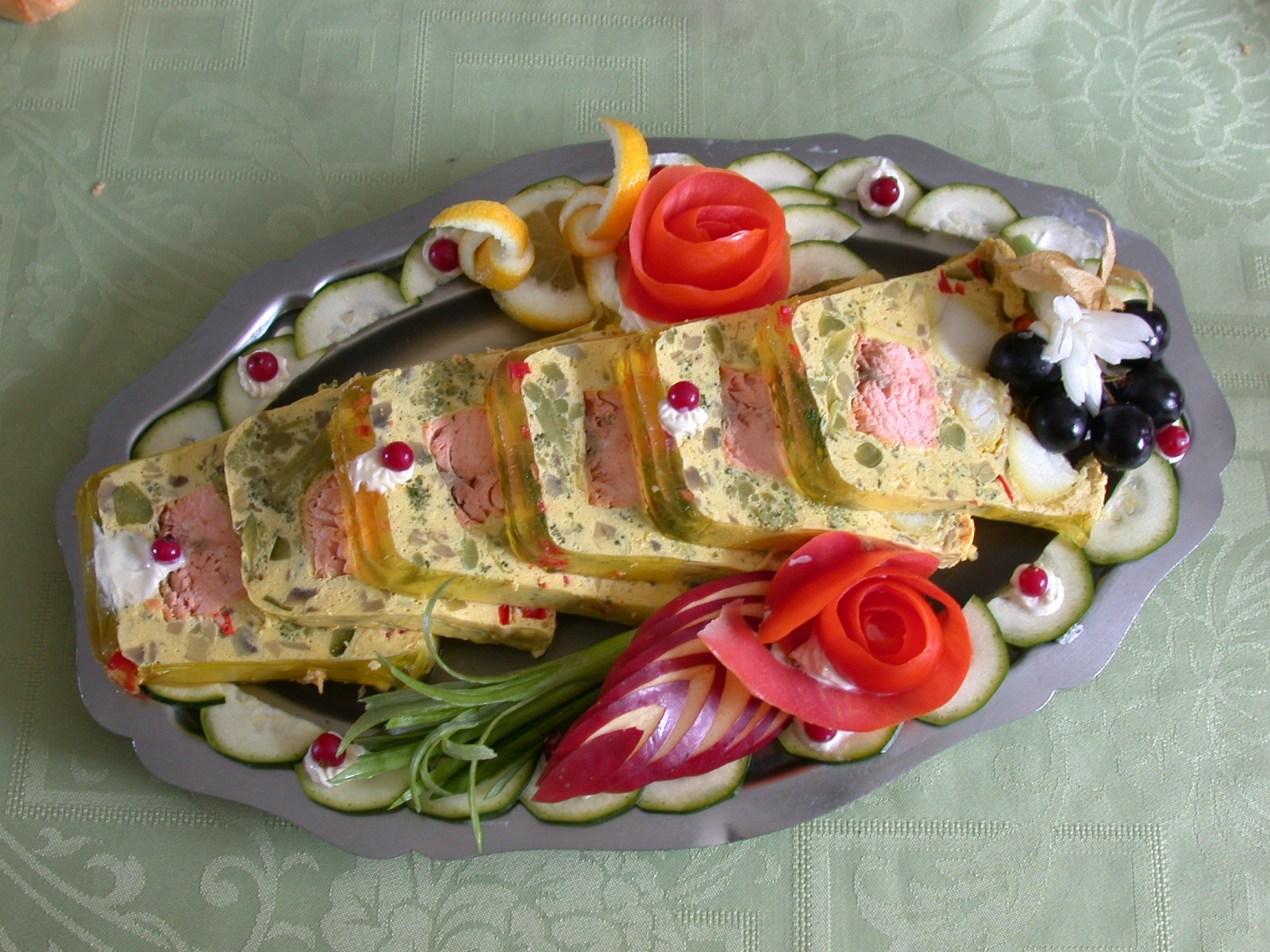
Een basilicum-zalmterrine

Terrine is de naam voor een gerecht dat in een terrine gemaakt is. Een terrine kan overigens ook bereid worden in andere vormen, zoals een cakeblik. Terrines zijn dikwijls vleesgerechten zoals wild, zult en patés. Er zijn ook terrinegerechten met vis, schaaldieren, groentes en vruchten. Een paté is in feite ook een terrine. Essentieel bij terrines is dat smaken zich goed kunnen vermengen, dat het geheel gebonden wordt en dus in plakken gesneden kan worden, en dat de massa de juiste vochtigheid behoudt. Veel gebruikte bindmiddelen zijn gelatine, ei, room, agar-agar en broodkruim. De terrine wordt altijd au bain-marie gegaard in de oven. De vorm wordt vaak bekleed met spek of varkensnet (bij warme bereidingen) en afgedekt met aluminiumfolie. Na de garing 'rijpt' de terrine een tot enkele dagen na in de koelkast, vaak onder druk gezet met een gewicht dat de massa aandrukt en lucht of overmatig vocht uit de terrine perst. De populariteit van de terrine is allereerst te danken aan het feit dat je hem een dag van tevoren kunt bereiden en het dus een ideaal gerecht is om op feestjes te serveren. Daarnaast kun je met laagjes met verschillende kleuren en texturen een spectaculair effect creëren. Verder krijg je door het vermengen van de smaken al snel een heel smakelijk gerecht. Tot slot is een terrinerecept meestal vrij eenvoudig uit te voeren
.